# Hunuino
Hunuino, Hunuil ou Hunil (210-280), conhecido como "aquele que é imune a mágica", foi um rei grutungo da dinastia dos Amalos. Ele pertencia à sétima geração de líderes góticos, sendo ele filho de Ostrogoda e pai de Atal. Segundo Hyun Jin Kim, seu nome poderia ser um termo turco que combinava o nome imperial hun e il, que em túrquico significa povo ou Estado, talvez indicando algum afiliação com os hunos.